# 石狩平野

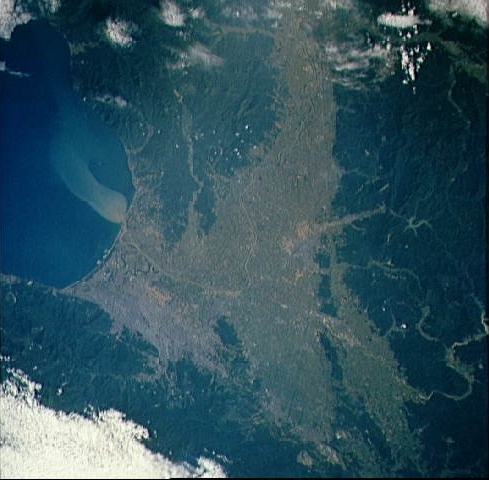
上空から見た石狩平野

石狩平野（いしかりへいや）は、北海道の道央地方に位置する北海道最大の平野（面積4,000km2）。石狩川低地ともいう。日本国内では関東平野に次いで、2番目に広い平野である。

## 概要
北は増毛山地、東は夕張山地、西は日本海、南は後志火山性台地や樽前火山麓に囲まれている。南の勇払平野と併せて石狩低地帯と呼ばれている。
北海道最大の一級河川である石狩川の中流・河口付近にあたる。
石狩川左岸地帯には、札幌市、江別市、千歳市、岩見沢市、滝川市、深川市などの都市が続き、この地帯で北海道全体の5分の2以上にあたる人口220万人を擁する。一方、石狩川右岸地帯は、新篠津村、月形町、浦臼町など農村地帯になっている。石狩振興局と空知総合振興局にまたがっており、石狩平野のうち空知管内に含まれる部分を特に空知平野とも呼ぶ。
明治以降の北海道開拓前、石狩川やその支流および大小の池沼の間には「石狩大湿原」と呼べる、総面積6万3110ヘクタールの湿地が広がっていた。札幌都市圏の鉄道や古くからの市街地は、点在する湿地を避けるように建設された。排水路の建設や治水を目的とした蛇行河川の直線化による土地の乾燥、客土など土地改良が進められて湿原は次第に消滅し、農業地帯に生まれ変わった。